# GBU–31 JDAM

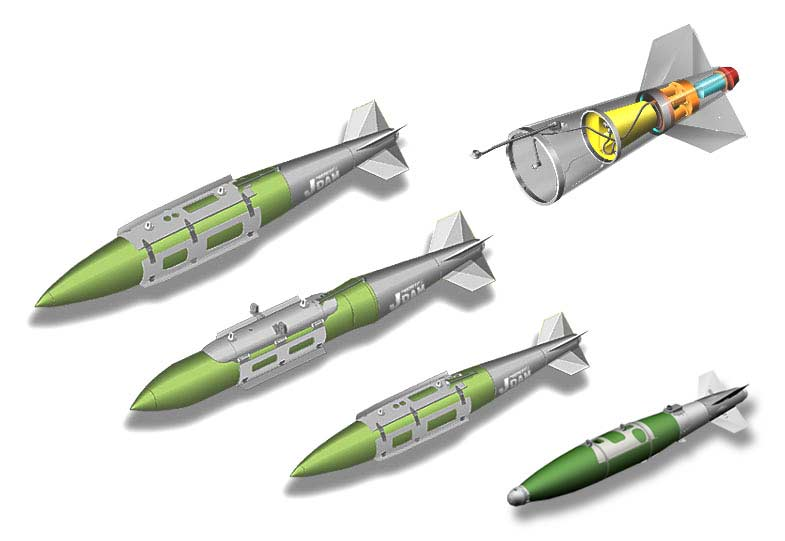
A JDAM irányítókészlet felszerelhető az Mk 84, a BLU–109, az Mk 83 és az Mk 82 bombákra

A GBU–31 Joint Direct Attack Munition (JDAM, Közös Közvetlen Támadó Lőszer) GPS-irányítású siklóbomba, melyet az Amerikai Egyesült Államokban terveztek és gyártanak, meglévő, hagyományos, nem irányított Mk 84 bombák átalakításával. A GBU–32 a BLU–109, a GBU–35 a BLU–110, a GBU–38 pedig a BLU–111 robbanótöltet felhasználásával született. Gyártásának igénye az Öbölháborúban merült föl, mert a hadszíntéren keletkezett füstben az optikai irányítású fegyverek használata nehézkes volt. A legolcsóbb és leghatékonyabb irányított fegyverek egyike. Eredetileg csak álló célpontok elpusztítására alkalmas, de folyamatban van olyan adatbusz fejlesztése, amelyen keresztül a mozgó célpont folyamatosan változó földrajzi koordinátáit automatikusan, folyamatosan el lehet juttatni a bomba számítógépébe, így alkalmassá téve annak elpusztítására.

A megnövelt hatótávolságú JDAM-ER bombákat a navigációt és kormányzást végző farokrészen kívül egy leoldás után kinyíló szárnyszerkezettel is ellátták, amely akár 70 km-es távolságra is képes elrepíteni a bombát.

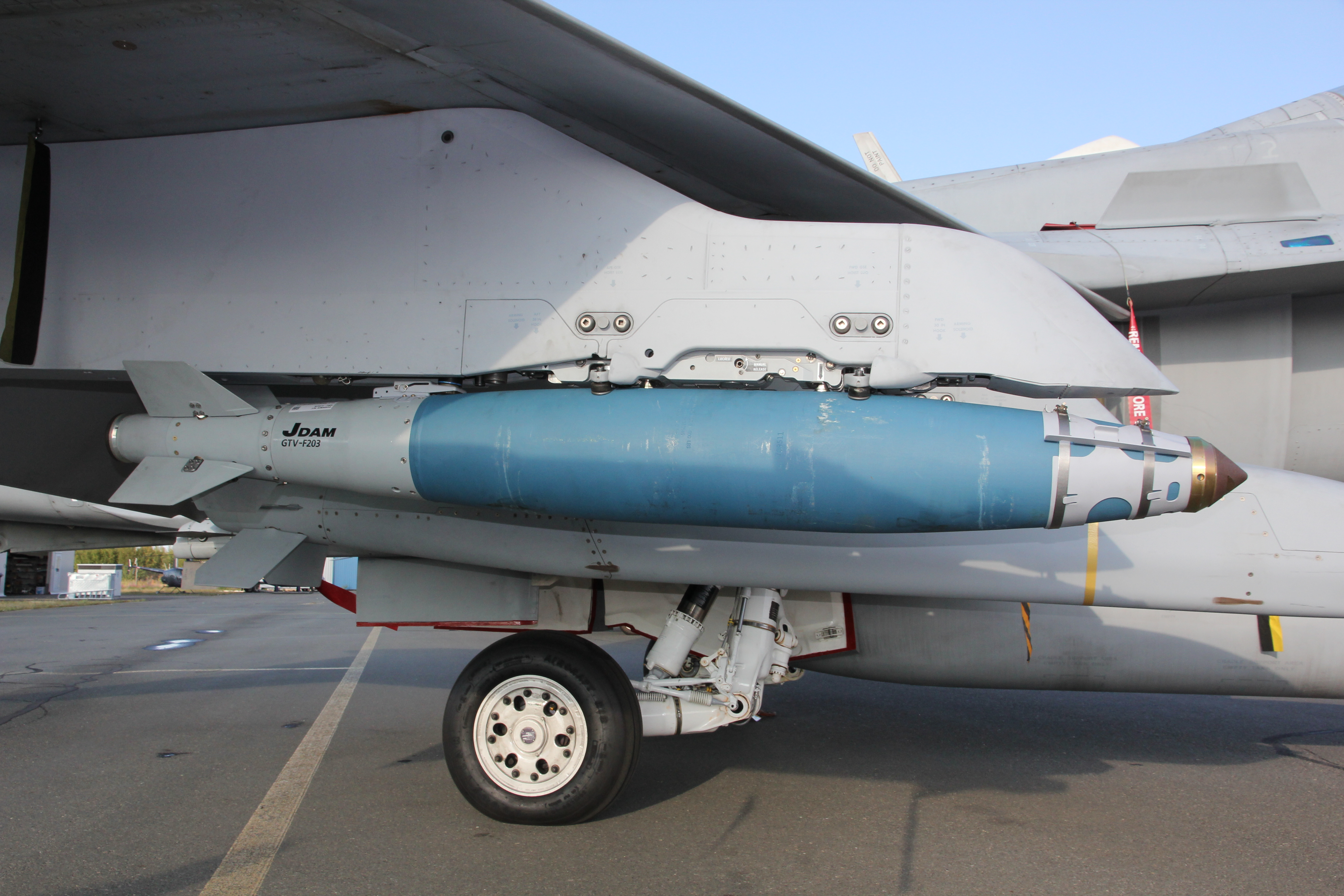
JDAM egy Hornet szárnya alatt
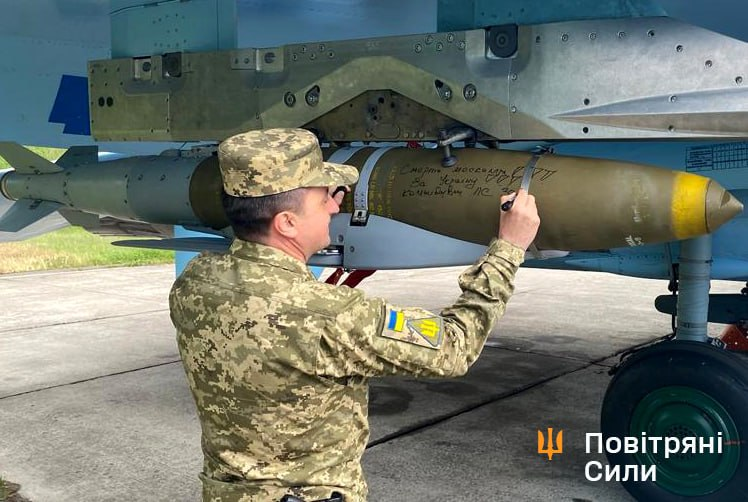
JDAM-ER egy ukrán SZU-27-esen
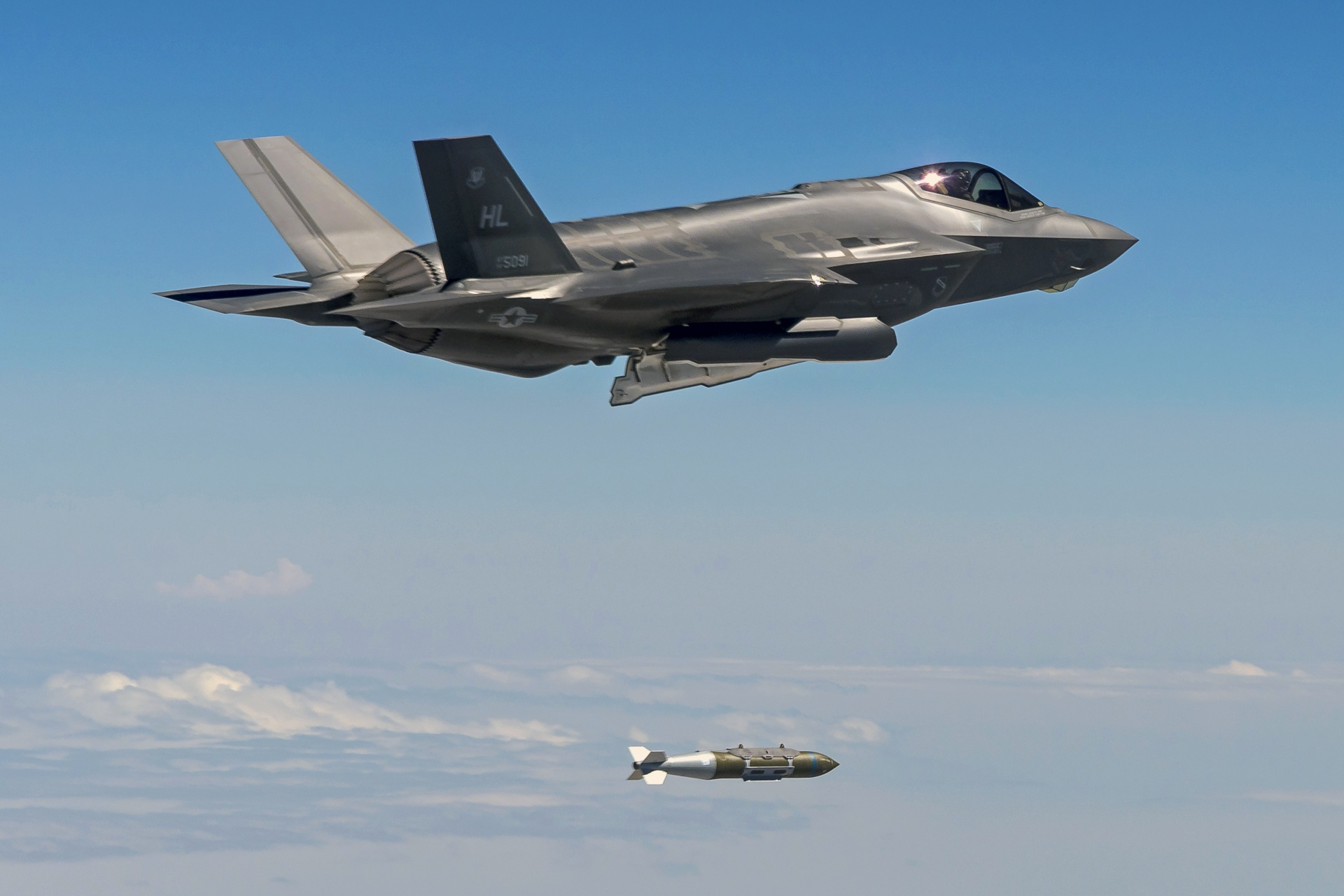
F-35-ös JDAM bombát old
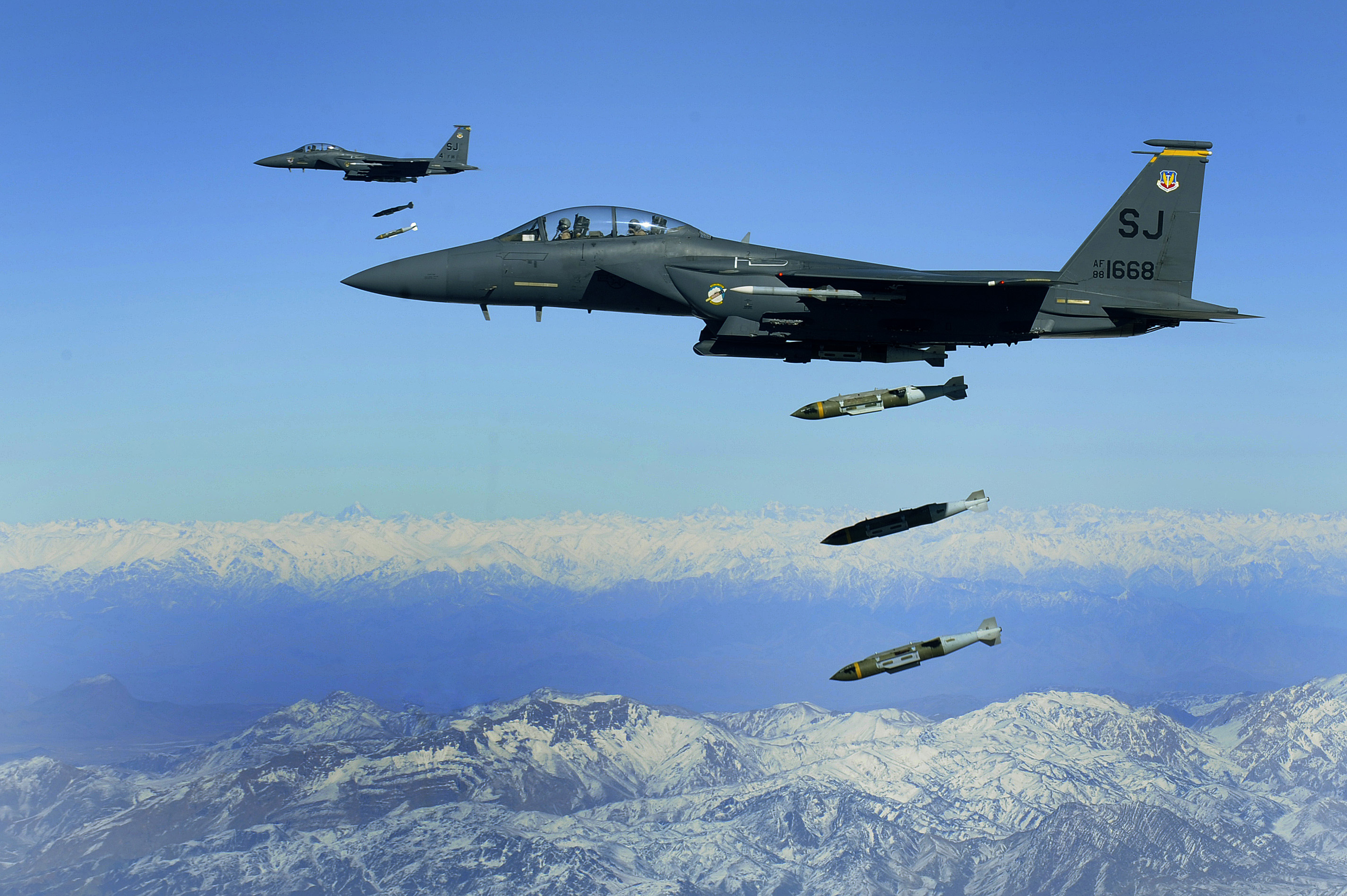
F-15-ösök tálib célpontokat támadnak Afganisztánban